# ダイヤモンド・プリンセス (客船)
ダイヤモンド・プリンセス（Diamond Princess）は、イギリスP&Oクルーズ社が所有しアメリカ合衆国のプリンセス・クルーズ社によって運航されている外航クルーズ客船。

## 概要
アメリカ合衆国に本拠地があるカーニバル・コーポレーション（Carnival Corporation & PLC）の傘下のプリンセス・クルーズ社が運航しているクルーズ客船であり、同型の姉妹船にサファイア・プリンセスがある。
客室総数1337室。そのうち72%の960室が窓が外に面している部屋いわゆる「オーシャンビュー」であり、56%の748室には専用バルコニーを備え、バリアフリーに配慮した客室が29室ある。レストランは乗客の好みに応じるため7つあり、24時間営業のものもある。
環境規制の厳しいアラスカ湾でも運航するために、ガスタービン発電機も設置し、また最新鋭の排水処理システムも採用している。
2014年に、日本市場向けに大規模改修を行い、展望浴場や寿司バーなどが新設された。また、船籍をバミューダからイギリス（ロンドン）へと変更した。2017年にはドライドックにて、船体前方部にプリンセスのロゴマークである「シーウィッチ」の塗装が追加された。
近年の運行スケジュールは、日本人向けの日本発着のクルーズを担当している。
2020年2月初旬に、新型コロナウイルスに感染した乗客が、横浜から香港にかけて本クルーズに乗船していたことが発覚。横浜港で長期検疫体制に入り、その後も感染していた人数が増え続ける事態となった。この一件は、その後数年間続くコロナ禍の初期の出来事として知られる（#新型コロナウイルスの集団感染の節も参照）。

## 機械装備
発電機

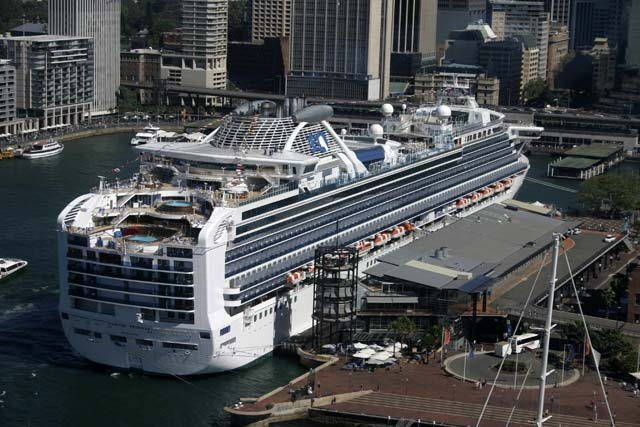
停泊するダイヤモンド・プリンセス（2006年2月25日）

当船は4基のディーゼル発電機と、1基のガスタービン発電機をそなえている。
ディーゼル発電機のうち2基は直列9気筒型（9L46）、別の2基は直列8気筒型（8L46）であり、それぞれ9,500 kW（12,700 hp）及び8,500 kW（11,400 hp）のパワーを生み出す。燃料はC重油（バンカーC）である。
ガスタービン発電機は、ゼネラル・エレクトリック社のLM2500である。LM2500は軍艦の主機にも広く用いられているガスタービンエンジンで、最大で25,000 kW（34,000 hp）のパワーを生み出す。燃料は船舶用ガスオイル（MGO：Marine Gas Oil）である。このガスタービン発電機のほうが発電費用が高くつくものであるが、主にアラスカなど排ガス規制が厳しい海域で使用するために設置されている。
着岸用装備
着岸時の操船のために、二台の電気モーターにより駆動される固定ピッチのプロペラも装備している。また6台のスラスター（船首に3台、船尾に3台）も備える。
排気処理装置
2020年1月に国際海事機関(IMO)の硫黄酸化物(SOｘ)規制に対応するため、スクラバー(排気処理装置)を搭載することになった。
尚、これにより煙突の改装が行われエアドラフトが増加したため、以前まで通過していた横浜ベイブリッジ(桁下55m)を通過できなくなったが、後にエアドラフトへの影響を最小限にする新しいスクラバーに換装された。他にバラスト水の調節も行うことで再びベイブリッジの通過について調整が行われ、2023年4月より、その間に使用していた大黒埠頭から大さん橋のクルーズターミナルへと発着場所を移動している。

## 運航エリア
主に、北半球でいう夏季はアジア、冬季はオーストラリアでクルーズを開始している。
2014年4月〜10月は日本に配船され、20本の横浜発着クルーズを行った。さらに2015年以降は日本人向けに設備を改造し主に4月〜10月にかけて日本発着クルーズを毎年行い、2019年以降は2月からの開始に延長される予定である。

## 船室構成
| ♯     | デッキ名     | 設備 |
| ----- | ------------ | --- |
| 1 - 3 | -            | 非公開 |
| 4     | ガラ         | 医務室 |
| 5     | プラザ       | 客室、ランドリー、アートギャラリー、ライブラリー、ツアーデスク、リピーターデスク、アトリウム、インターネットコーナー、クルーズデスク、カフェ、バー、メインダイニング×２ |
| 6     | フィエスタ   | シアター(1F)、シガーラウンジ、客室、チャペル、バー×２、カジノ、フロント、ショップ×２、メインダイニング×３                                                               |
| 7     | プロムナード | シアター(2F)、バー×４、ショップ×３、ラウンジ、フォトショップ、寿司レストラン、イタリアンレストラン                                                                      |
| 8     | エメラルド   | 客室、ランドリー |
| 9     | ドルフィン   | 客室、ランドリー |
| 10    | カリブ       | 客室、ランドリー |
| 11    | バハ         | 客室、ランドリー |
| 12    | アロハ       | 客室、ランドリー、プール（屋外） |
| 14    | リド         | 操舵室、客室、バー×３、ピザスタンド、ハンバーガースタンド、プール（屋内・屋外）、ジャグジー（屋内・屋外）、アイスクリームスタンド、ビュッフェレストラン、ステーキハウス |
| 15    | サン         | フィットネスセンター、エアロビクススタジオ、スパ、プール、美容室、サウナ、バー、屋外スクリーン、ソラリウム、卓球、子供向け施設、展望大浴場                              |
| 16    | スポーツ     | サンクチュアリ（野外リラクゼーションスペース）、フォトスタジオ、ミニゴルフ、シャッフルボード、デッキチェス、バー、ジャグジー                                            |
| 17/18 | スカイ       | スポーツコート（バスケットボール、パドルテニス）、ディスコ、バー |

※デッキ13は欠番

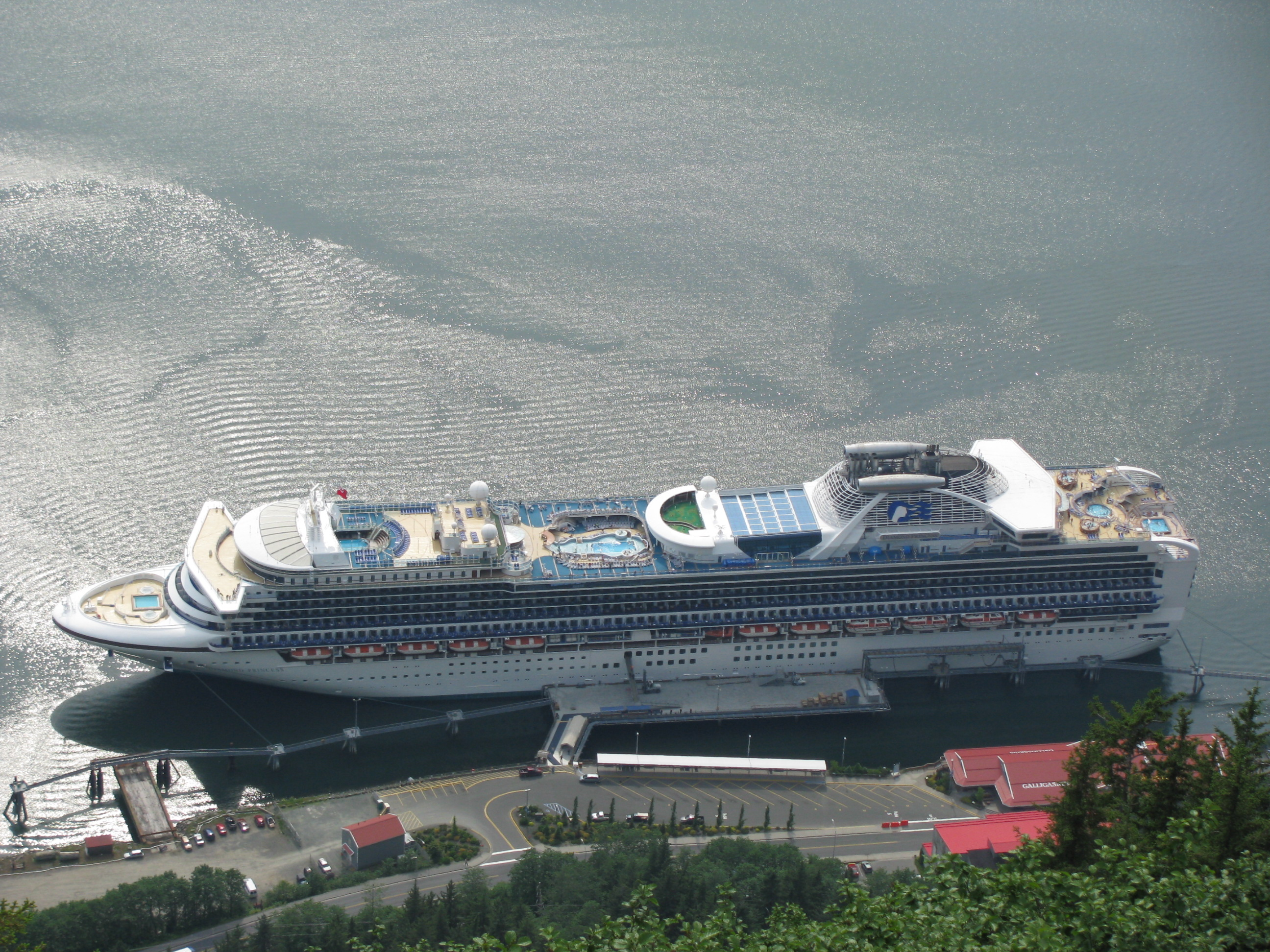
アラスカ州・ジュノーのロバート山から見たダイヤモンド・プリンセス（おそらく2008年）
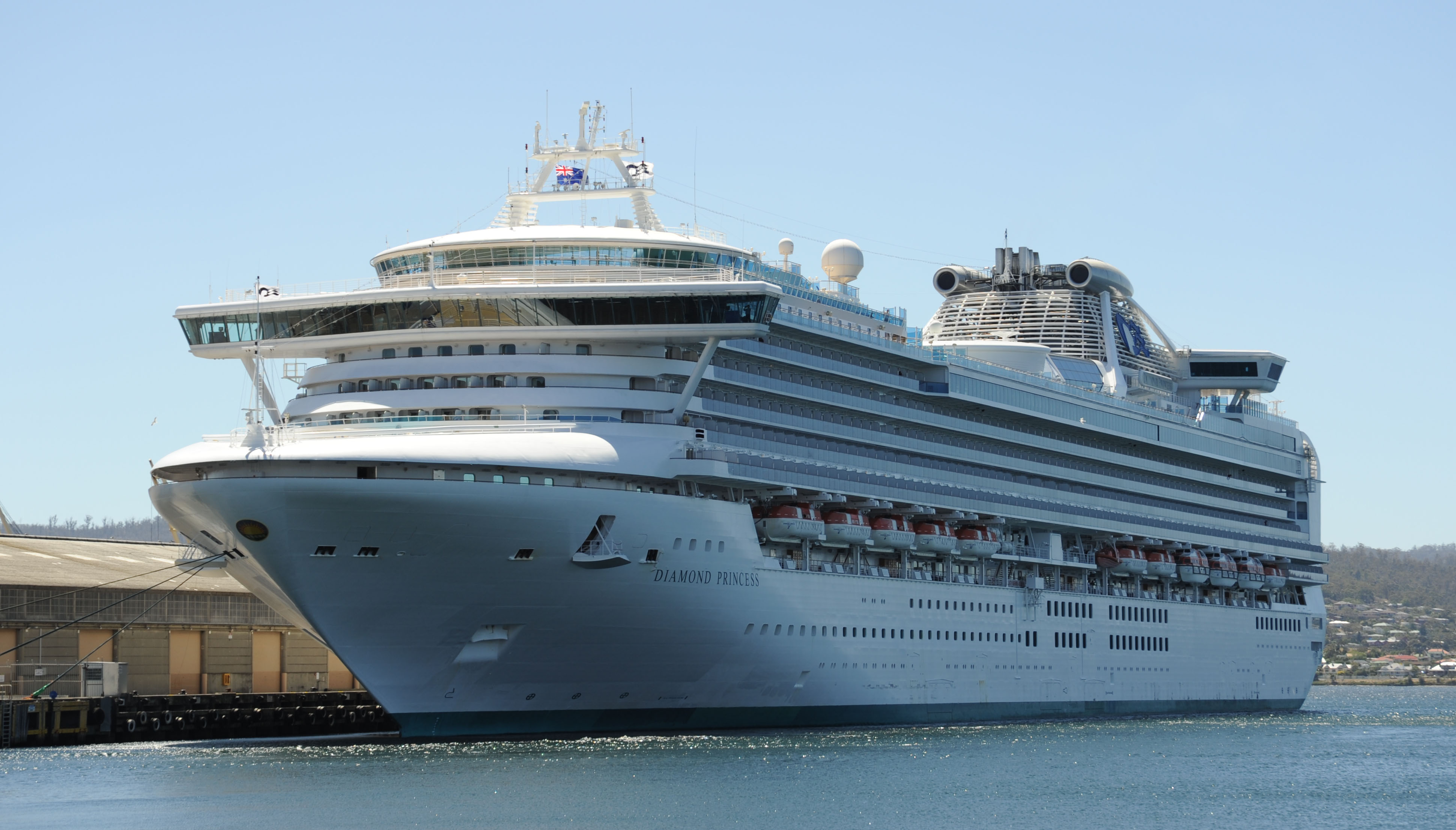
オーストラリアのホバートにて（2009年1月25日）
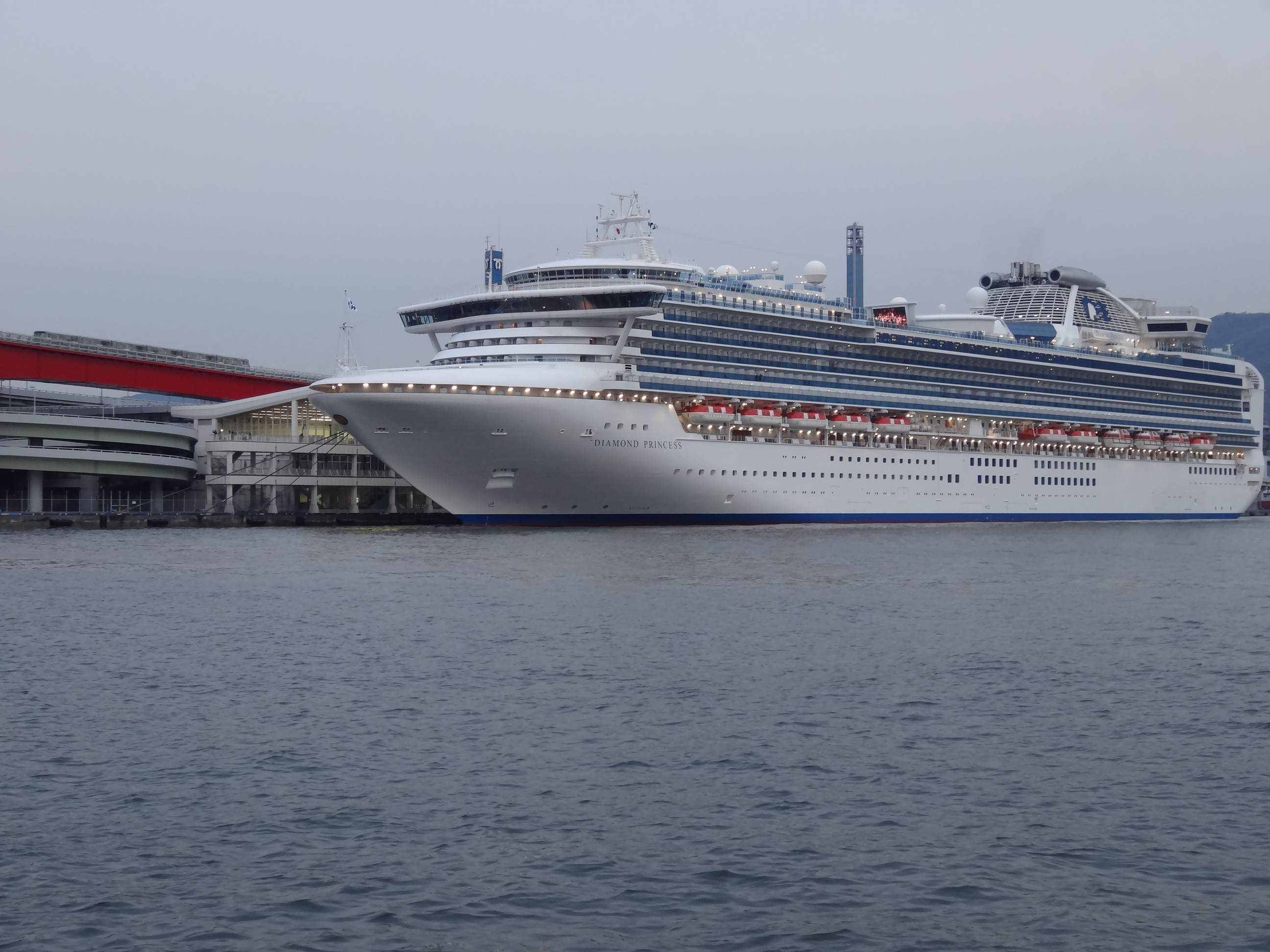
神戸港に停泊中（2014年4月13日）
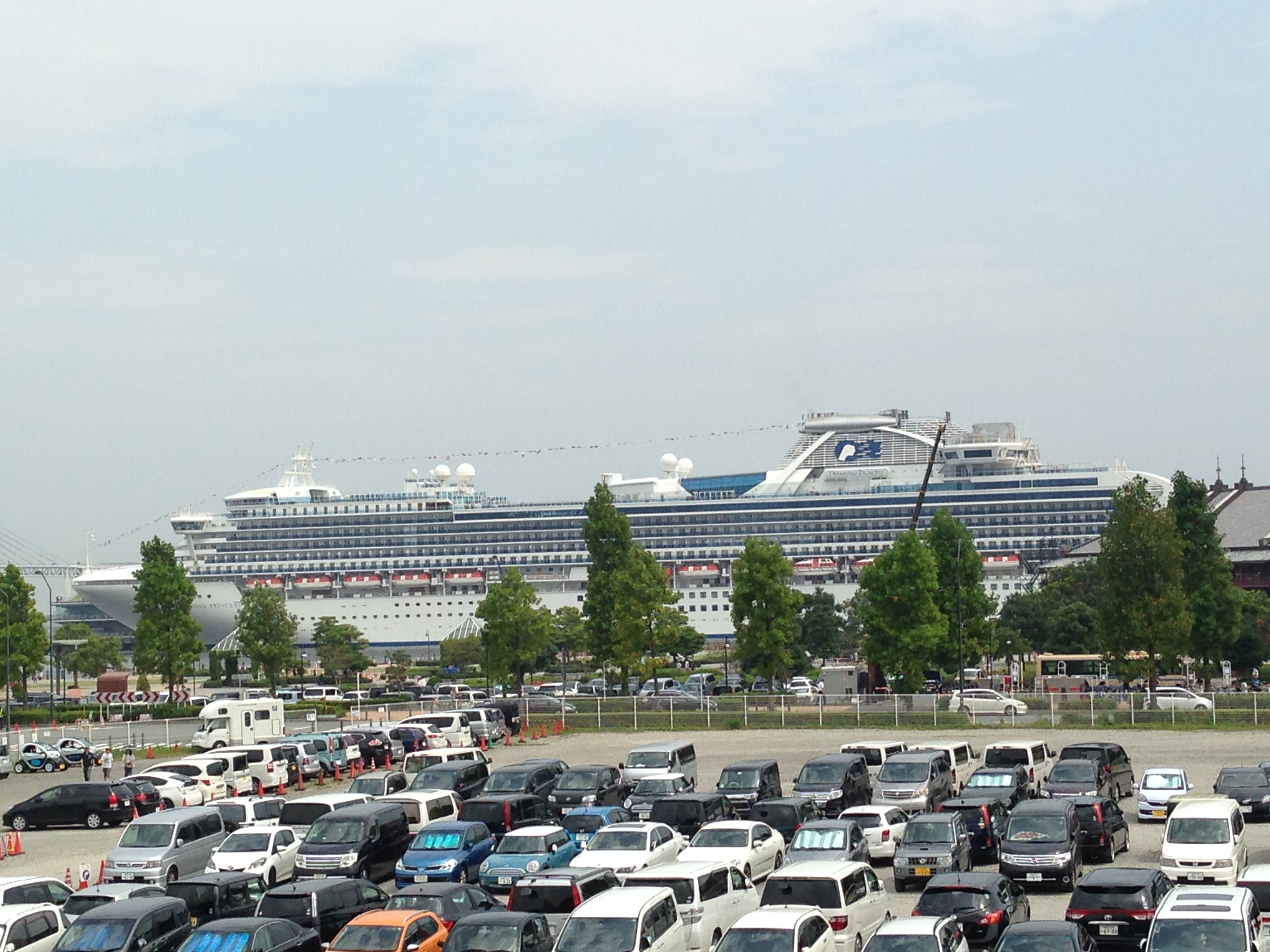
横浜の大さん橋に停泊中（2014年8月13日）
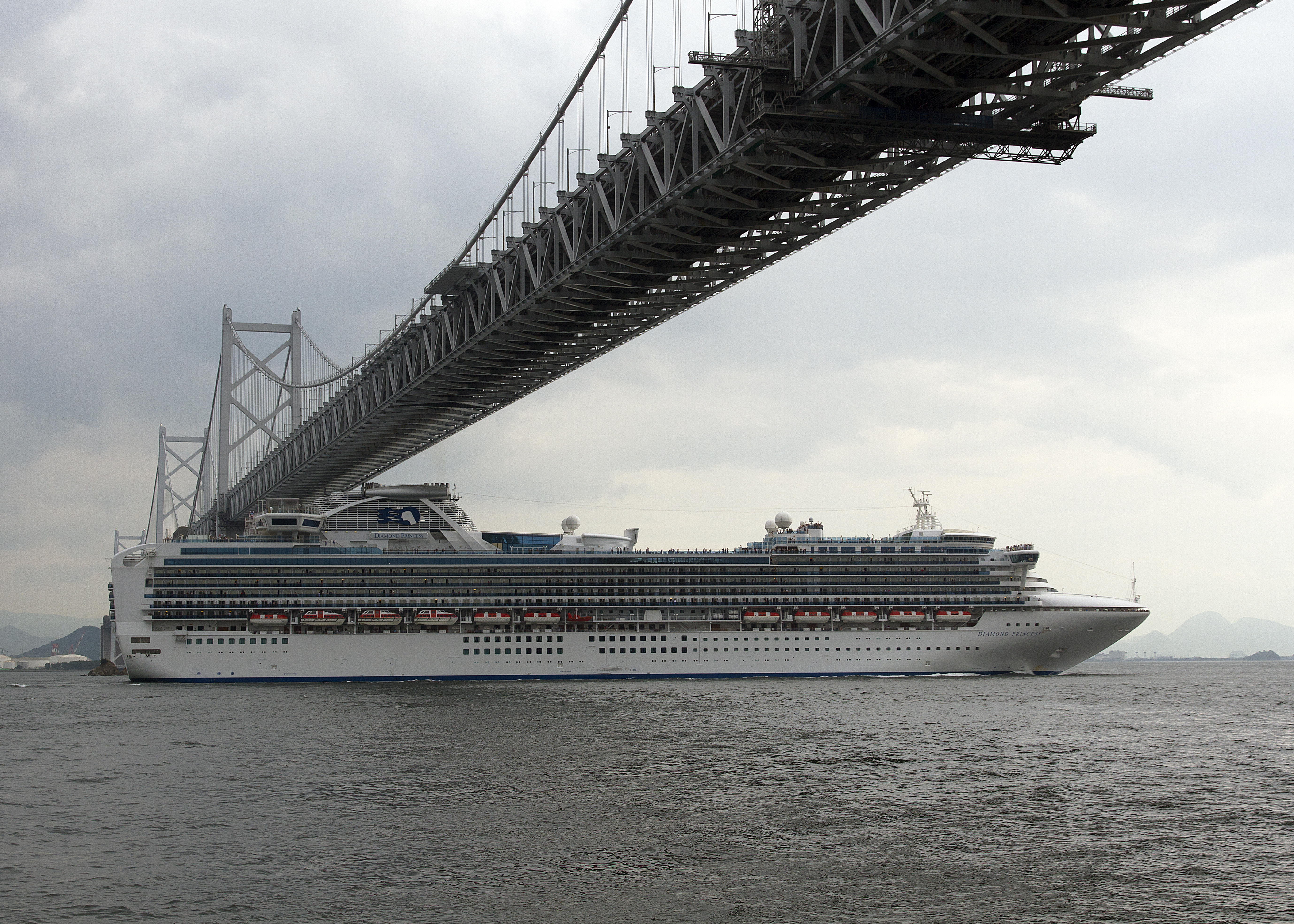
北備讃瀬戸大橋をくぐるダイヤモンド・プリンセス（2014年9月3日）
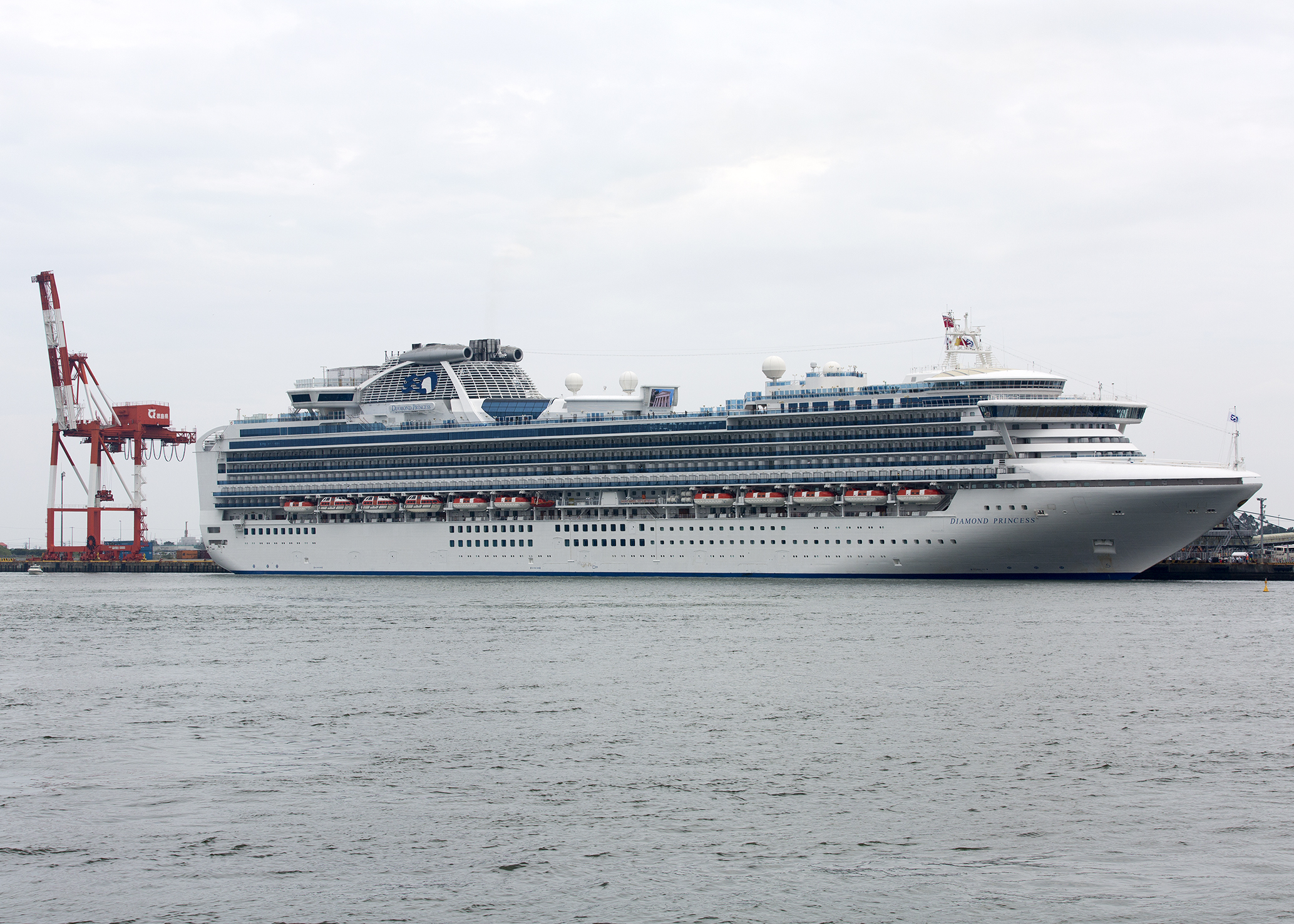
徳島小松島港 赤石岸壁に停泊中のダイヤモンド・プリンセス（2015年8月13日）

## 建造
現在「ダイヤモンド・プリンセス」と呼ばれている船体は、もともとは「サファイア・プリンセス」という名で建造が開始されたものである。運航会社は対外的に「ダイヤモンド・プリンセス」という名の船をまず運航する予定であると発表。2つの船体が（ダイヤモンド・プリンセス号が先行し、サファイア・プリンセス号が後追いする形で）同時並行的に建造されていた。
2002年10月1日午後5時50分頃、長崎市飽の浦町の三菱重工業長崎造船所内で造船所2180番船として艤装工事中の「ダイヤモンド・プリンセス」（現在の「サファイア・プリンセス」）にて火災が発生した。出火時に船内では約1000名が作業に従事していたが、全員が避難し、怪我人などは出なかった。稲佐消防署の発表では、出火場所は船体中央部付近で、全14デッキ（甲板）のうちの下から5番目のデッキ付近から出火したと見られている。施主であるP&Oに対する納入期限が2003年7月に迫っていたため、三菱重工業は同時に建造していた2番船（造船所2181番船・サファイア・プリンセス）を急遽、新「ダイヤモンド・プリンセス」として改修し、2004年2月に当初予定から7ヶ月遅れながらも納入にこぎつけた。
なお炎上した造船所2180番船は造船所の香焼工場に移されて焼損部分を完全に撤去し、新「サファイア・プリンセス」として改修。2004年5月27日に造船所よりP&Oに引き渡され、翌6月より運航を開始した。

## 新型コロナウイルスの集団感染

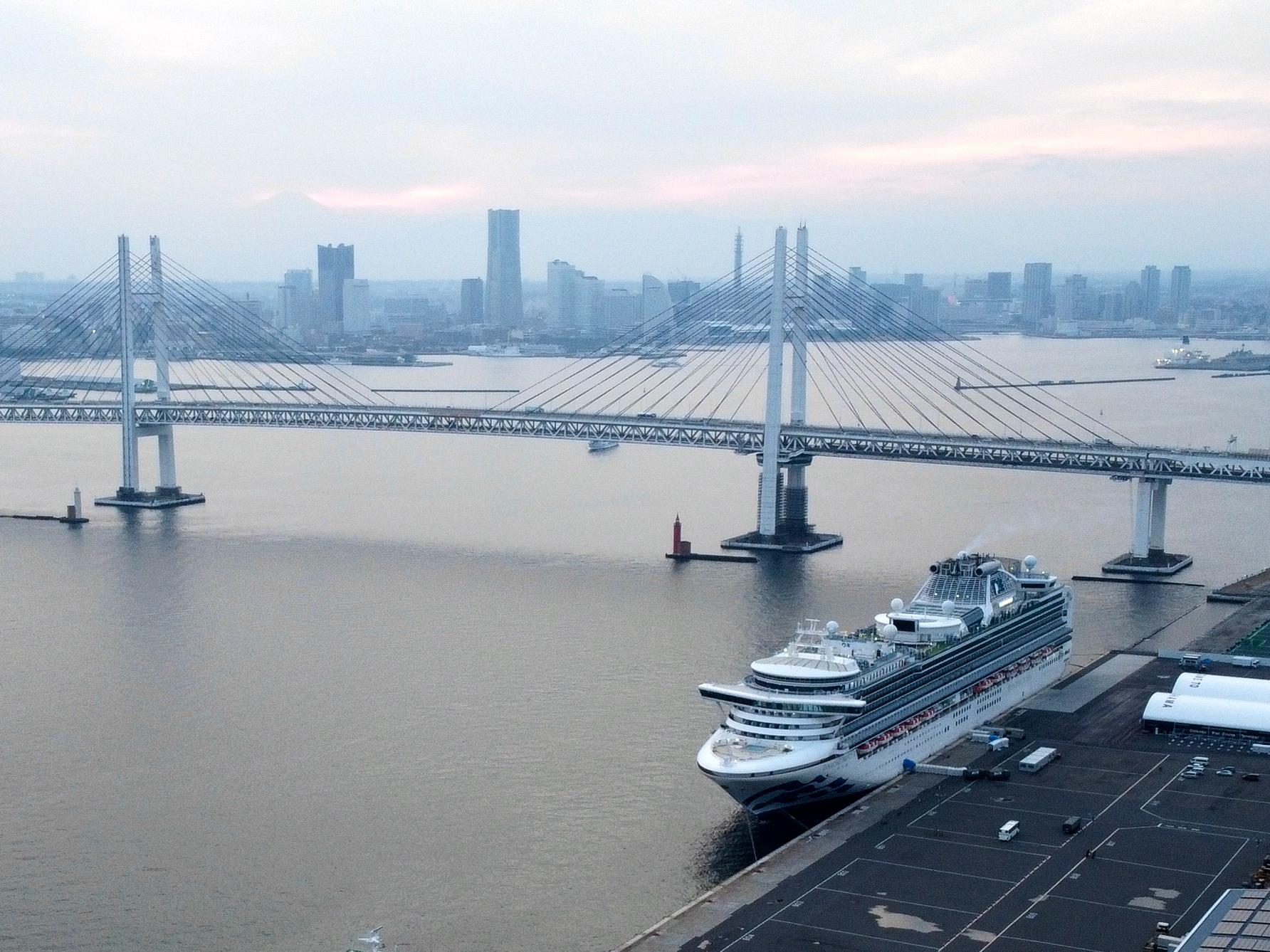
除染作業のため大黒埠頭に停泊中のダイヤモンド・プリンセス（2020年3月1日）

2020年1月20日に横浜を出発するクルーズ M003 (PDF) に参加し、1月25日に香港で下船した乗客が、COVID-19（SARS-CoV-2）に感染していることが判明した。2月3日に横浜港大黒埠頭に移動し長期の検疫体制に入ると、他の乗客の感染が相次いで判明し、各国メディアが大々的に報じる事態となった。
当船は、2020年1月20日に横浜港を出発後、1月22日に鹿児島港に寄港、1月25日に香港に到着。その後、ベトナムや台湾を巡り、2月1日に那覇港を経て、2月4日に横浜港へ帰港する行程だった。
横浜から乗船した香港国籍の男性乗客は、1月25日に香港で下船したが、乗船中の1月23日から咳の症状があり、下船後の1月30日に発熱、2月1日に新型コロナウイルス陽性が確認された。
当船は香港出発後、那覇への寄港を2月1日に終え、次の寄港地の東京エリアに向かっていたため、関東域で検疫の体制に入ることになった。行程を早めて2月3日に横浜に戻り、2月4日に横浜港沖にて273名に再検疫を行った。2月5日には、検査結果が判明した31名のうち、10名に陽性反応が確認され、神奈川県の医療機関へ救急搬送された。2月5日早朝まで船内での行動は制限されておらず、ショーなどのイベントは通常通り開催されていた。2月5日早朝以降、症状が発生していない乗員・乗客合わせて約3,700人は14日間、船内で待機することとなった。
乗客のうち330人のアメリカ人については、当初は日本国政府が早期下船と帰国を提案したものの、アメリカ政府が船内に留めることを要請し、2月15日になってアメリカ政府が帰国方針に変えたことが明らかになっている。
2月9日、運航会社プリンセス・クルーズは、全乗客の旅行代金を払い戻し、無料とするプレスリリースを発表した。
法的には、多国間を移動する船舶の船上は、各寄港地の「国内」とは見なされず、世界保健機関はダイヤモンド・プリンセス船内で発生した感染者について、日本で発生した感染者として計上していない。日本国政府もWHOの方針に沿って、日本で発生した感染者として計上していない。
当初乗船していた約3700人は、船長を含めて全員が3月1日までに下船した。この時点での乗客・乗員の感染者数はのべ706人、うち4人が死亡している。
3月15日、船籍の置かれているイギリスのボリス・ジョンソン首相が、日本の安倍晋三総理大臣との電話会談の際、日本の支援に対する謝意を示した。
3月18日、ベルフォア社が船内の除染作業を開始。翌日から日本の特殊清掃業者が合流。この除染作業は、世界保健機関（WHO）とアメリカ疾病予防管理センター（CDC）、日本の国立感染症研究所の指示のもとで策定され、厚生労働省の承認を受けた方法（加速化過酸化水素による清拭）によって実施された。
3月25日午後、除染を終えて横浜港を出港し、改修のために本牧埠頭にある工場に向かった。この際、船は船室の照明を利用して「#ARIGATO JAPAN♡」のイルミネーションを点灯している。4月3日、駐日アメリカ合衆国大使館のジョセフ・ヤング駐日臨時代理特命全権大使は「ダイヤモンド・プリンセス号の米国人乗客は最高のケアを受けました」「これは優秀な地域医療だけでなく日本の素晴らしい“おもてなし”の心を映し出すものです」と謝意を述べている。
2020年5月16日午後、横浜港を出港しマレーシアへ向かった。運行会社によると、COVID-19次第ではあるが、2020年10月1日からの日本発着クルーズより、再度日本投入予定としていた。
2023年3月8日、同月1日より国際クルーズ船の国内受け入れが再開したことに伴い、3年ぶりに神戸港に入港した。

## 水先案内人の転落死亡事故
2023年5月5日、長崎市伊王島の北西約4キロの海上で、水先案内人が本船に乗り移ろうとした際、海に転落し、死亡する事故が起こっている。

## ギャラリー

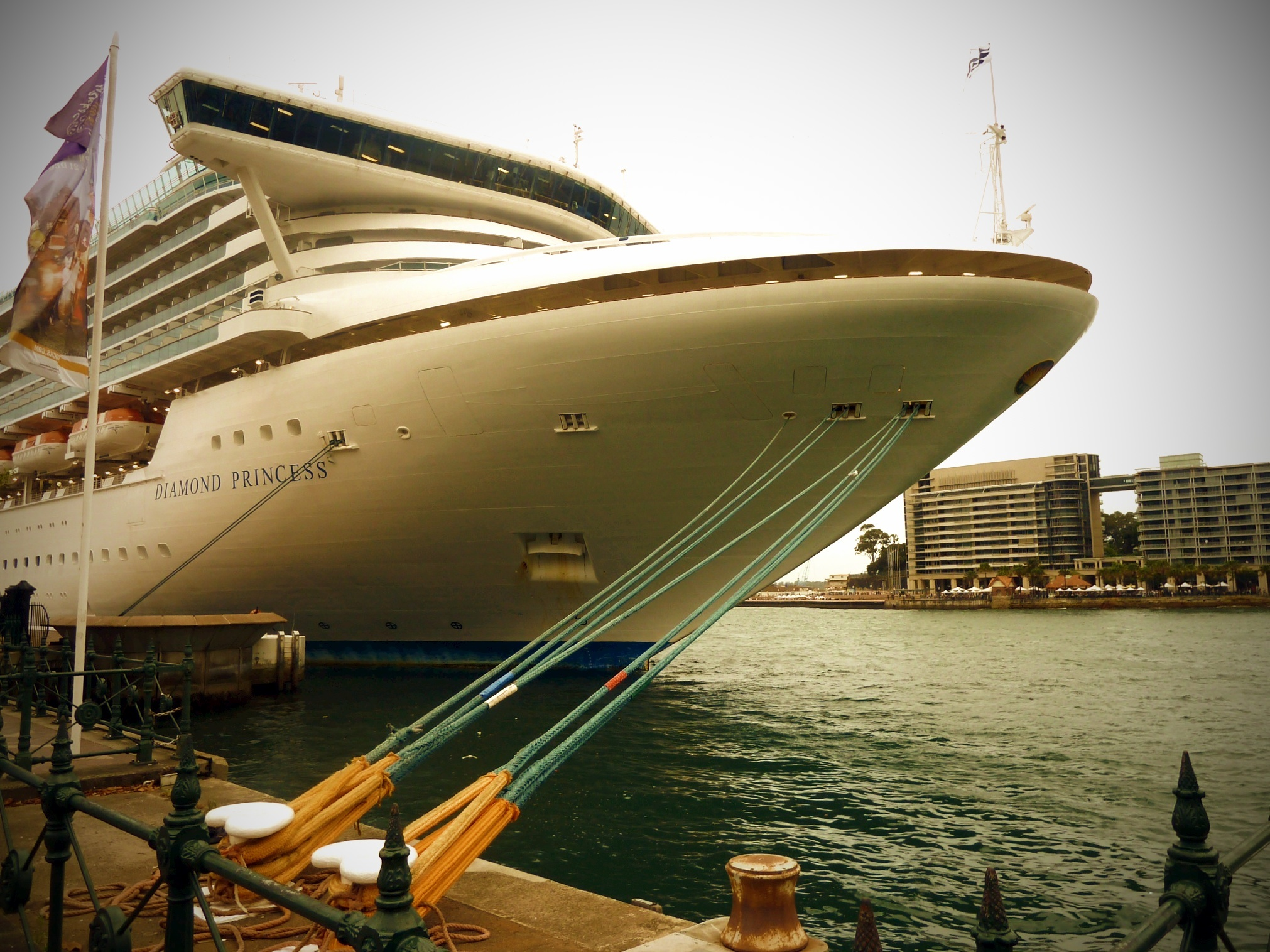
船首部分
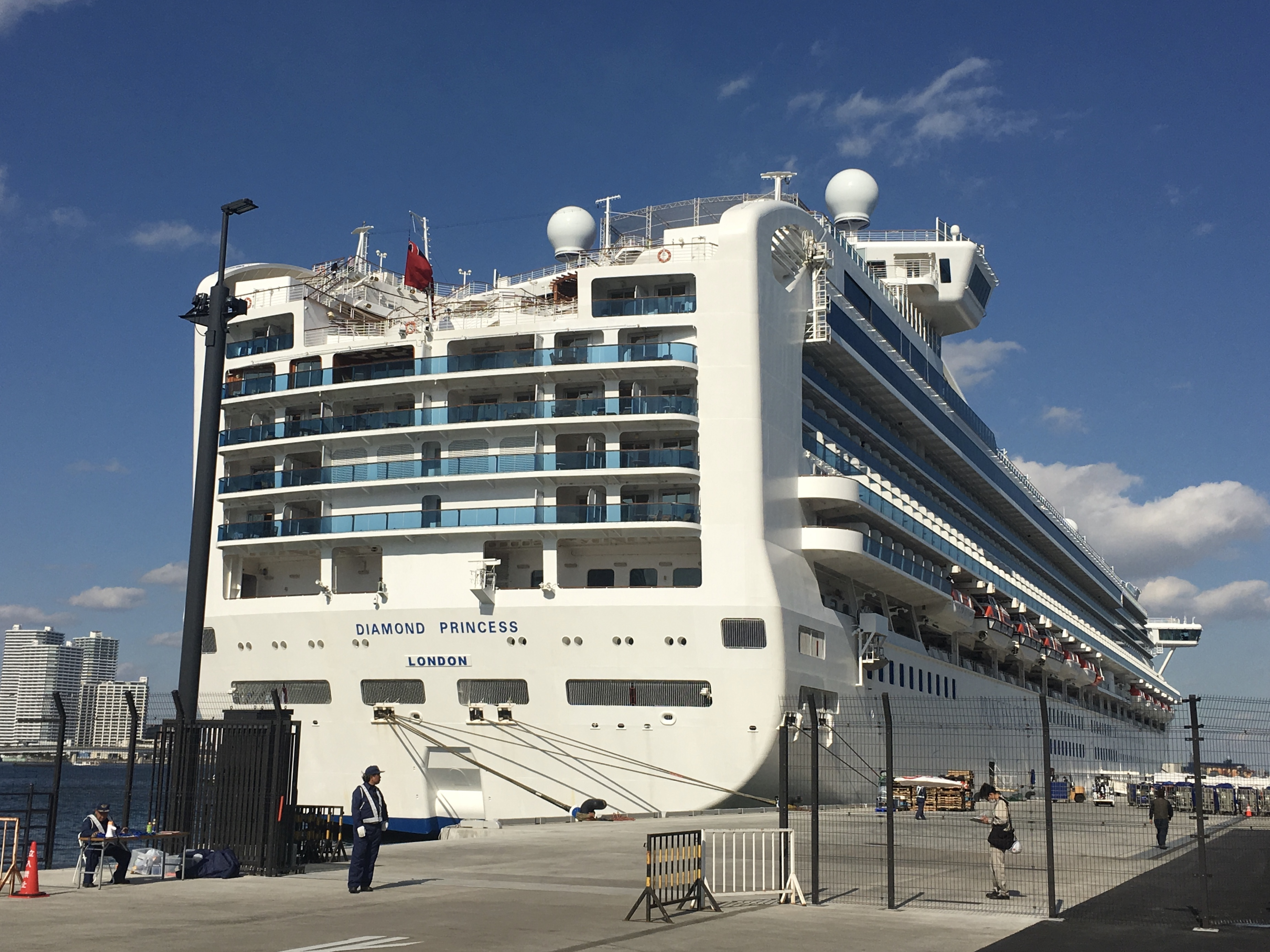
船尾部分
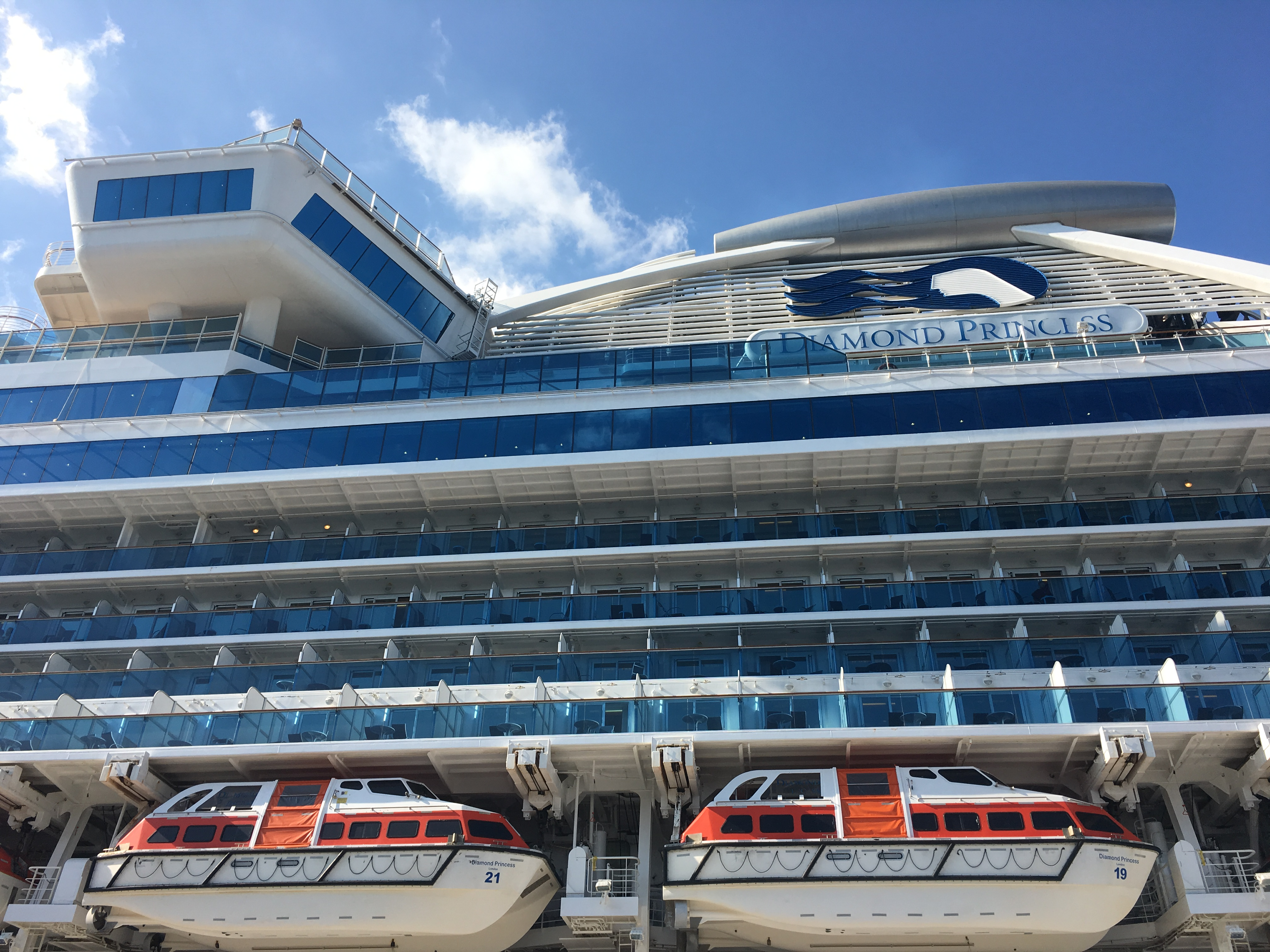
側面
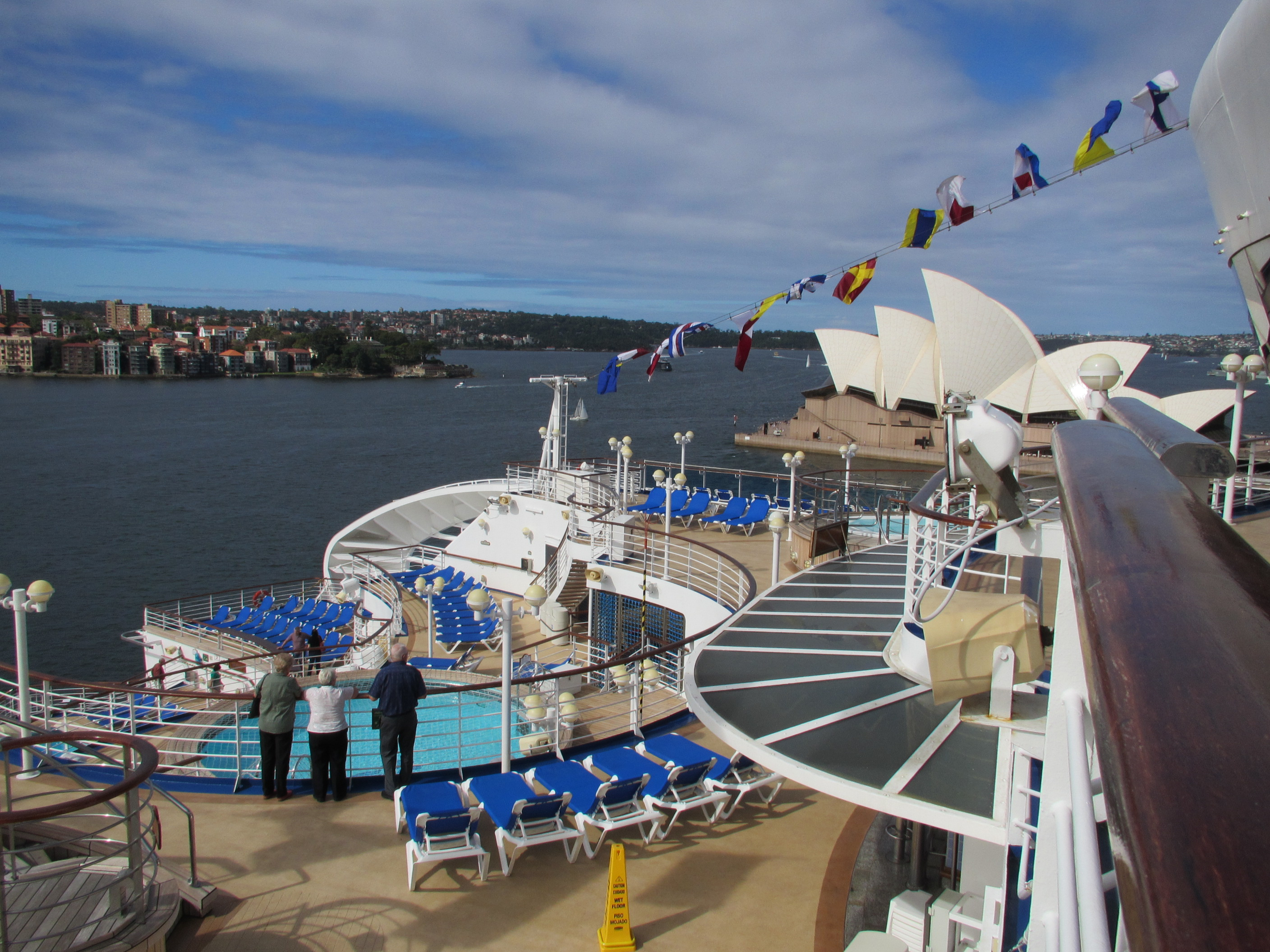
船尾側のプール
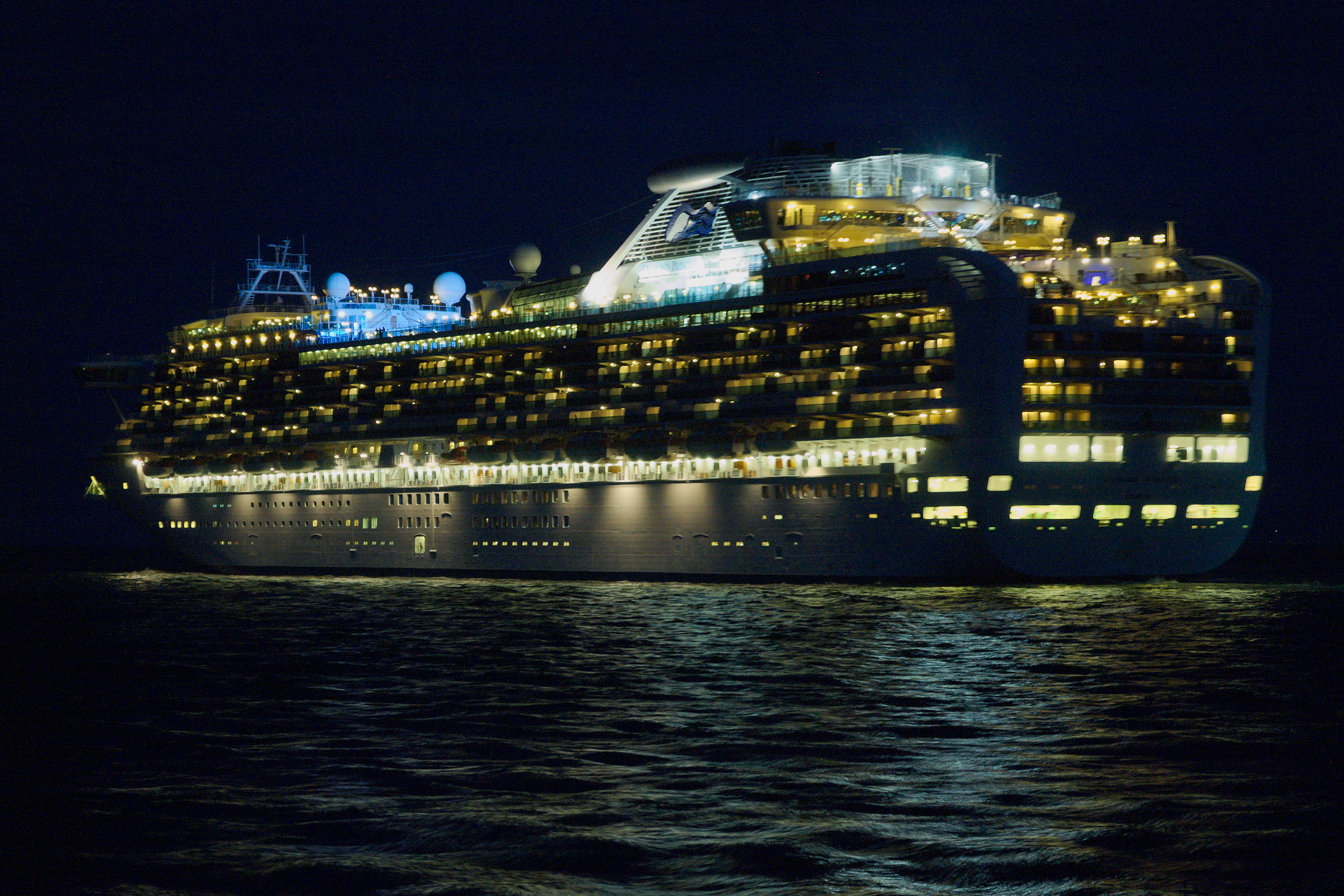
夜間のダイヤモンド・プリンセス
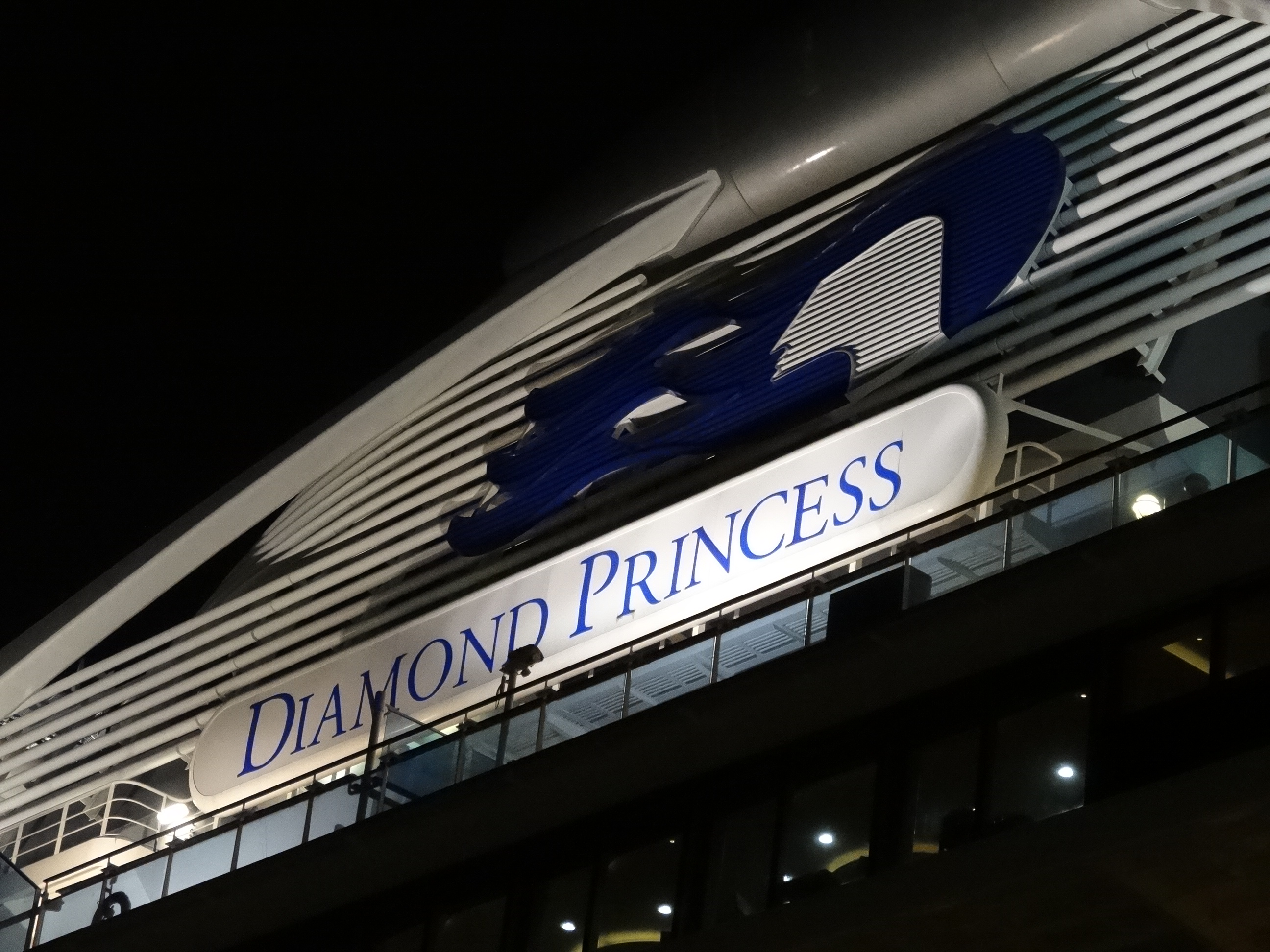
ダイヤモンド・プリンセスのロゴ
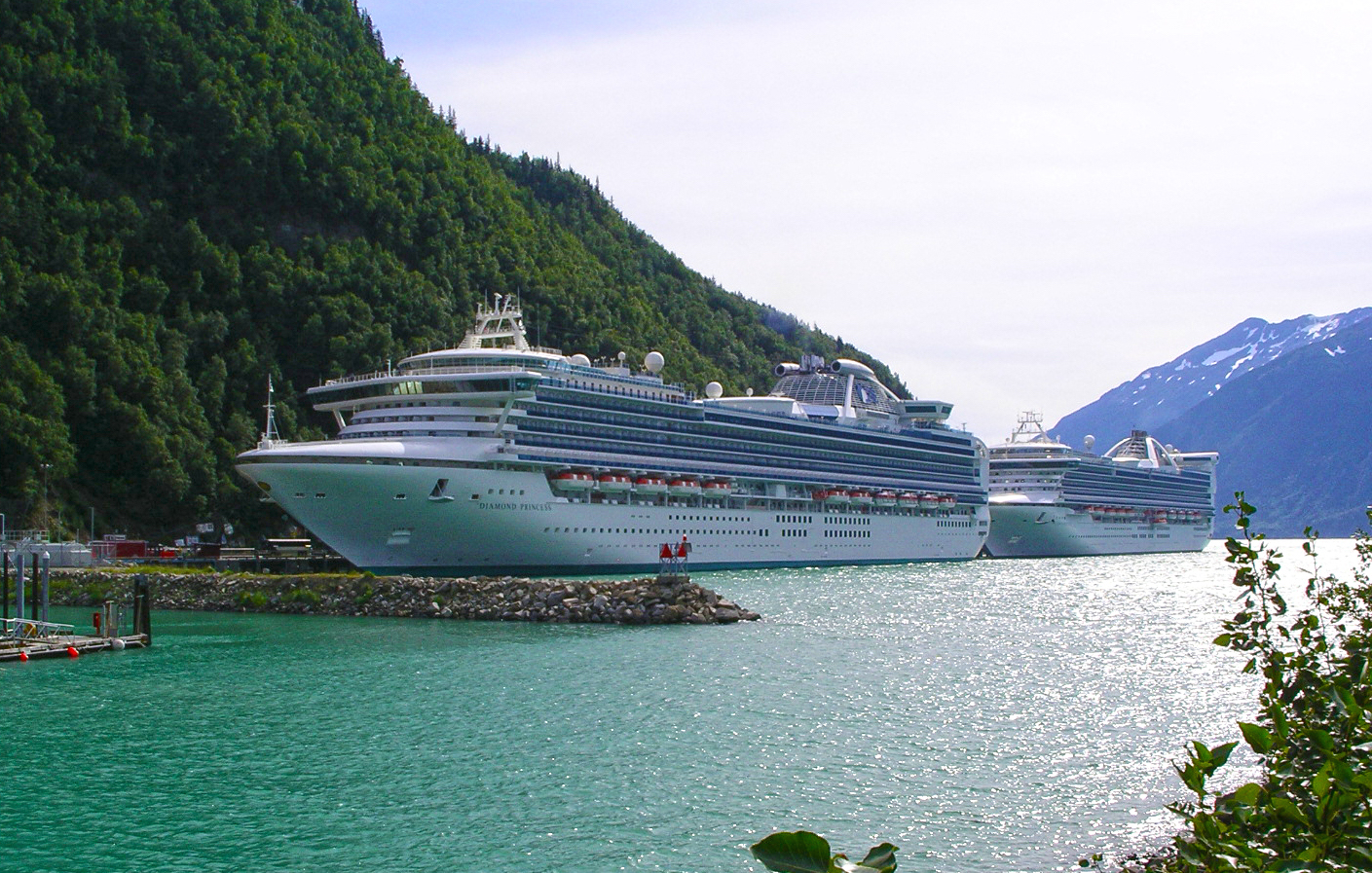
ダイヤモンド・プリンセスとパシフィック・プリンセス